# Yeppoon
Yeppoon är en ort i Australien. Den ligger i kommunen Rockhampton och delstaten Queensland, omkring 530 kilometer nordväst om delstatshuvudstaden Brisbane. Antalet invånare är 13 285.
Det finns inga andra samhällen i närheten. 
Omgivningarna runt Yeppoon är en mosaik av jordbruksmark och naturlig växtlighet. Genomsnittlig årsnederbörd är 1 140 millimeter. Den regnigaste månaden är januari, med i genomsnitt 296 mm nederbörd, och den torraste är augusti, med 18 mm nederbörd.